# Seznam kamenů zmizelých v Josefově

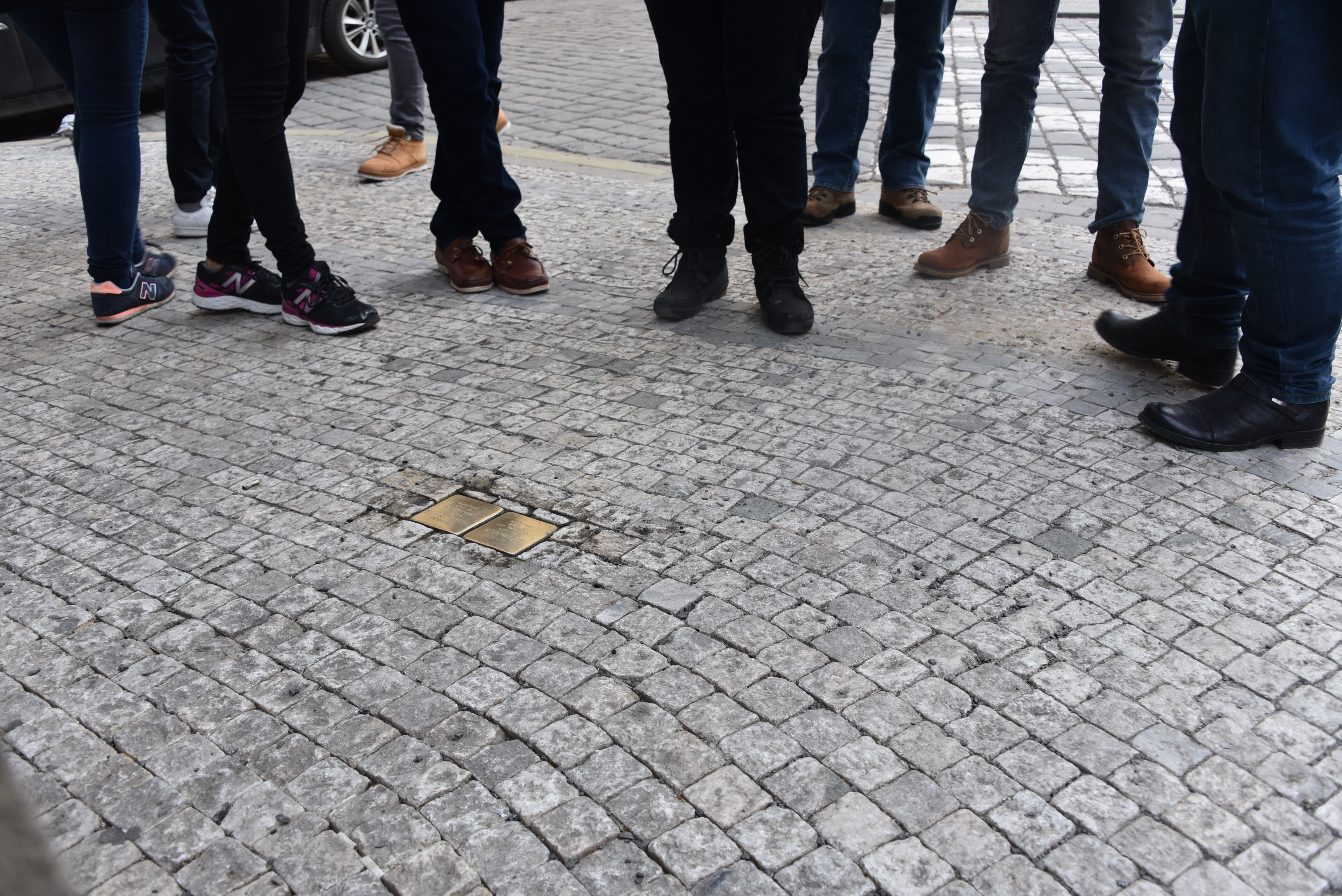
Stolpersteine v Josefově

Seznam kamenů zmizelých v Josefově obsahuje pamětní kameny obětem nacismu v Josefově (městská čtvrť Prahy). Jsou součástí celoevropského projektu Stolpersteine německého umělce Guntera Demniga. Kameny zmizelých jsou věnovány osudu těch, kteří byli nacisty deportováni, vyhnáni, zavražděni nebo spáchali sebevraždu.
Kameny zmizelých se zpravidla nacházejí před posledním místem pobytu obětí. První instalace v Praze se uskutečnila 8. října 2008.
Ne všechny kameny zmizelých jsou pod patronací Guntera Demniga.

## Josefov
| Obrázek                    | Nápis | Bydliště                                                          | Jméno, život                         |
| -------------------------- | --- | ----------------------------------------------------------------- | ------------------------------------ |
|                            | ZDE BYDLEL ALOIS BERGMANN NAR. 1899 DEPORTOVÁN 1942 DO TEREZÍNA ZAVRAŽDĚN V BARANOVIČI                                | Praha, Maiselova 60/3 50°5′18″ s. š., 14°25′7″ v. d.              | Alois Bergmann                       |
|                            | ZDE BYDLELA BEILA BERGMANNOVÁ NAR. 1897 DEPORTOVÁNA 1942 DO TEREZÍNA ZAVRAŽDĚNA V BARANOVIČI                          | Praha, Maiselova 60/3 50°5′18″ s. š., 14°25′7″ v. d.              | Beila Bergmannová                    |
|                            | ZDE BYDLELA RŮŽENA BERGMANNOVÁ NAR. 1931 DEPORTOVÁNA 1942 DO TEREZÍNA ZAVRAŽDĚNA V BARANOVIČI                         | Praha, Maiselova 60/3 50°5′18″ s. š., 14°25′7″ v. d.              | Růžena Bergmannová                   |
|                            | ZDE ŽILA HILDA BONDYOVÁ ROZ. BERGMANNOVÁ NAR. 1887 ZA PODPORU OPERACE ANTHROPOID POPRAVENA 24. 10. 1942 V MAUTHAUSENU | Praha, Široká 37/7 50°5′21″ s. š., 14°25′6″ v. d.                 | Hilda Bondyová                       |
|                            | ZDE BYDLEL EDUARD BÖHM NAR. 1874 DEPORTOVÁN 1941 DO LODŽE ZAVRAŽDĚN                                                   | Praha, Nám. Franze Kafky 2 50°5′17″ s. š., 14°25′8″ v. d.         | Eduard Böhm                          |
|                            | ZDE BYDLELA HERMÍNA BÖHMOVÁ NAR. 1881 DEPORTOVÁNA 1941 DO LODŽE ZAVRAŽDĚNA                                            | Praha, Nám. Franze Kafky 2 50°5′17″ s. š., 14°25′8″ v. d.         | Hermína Böhmová                      |
|                            | ZDE BYDLEL MAX ECKSTEIN NAR. 1896 DEPORTOVÁN 1941 DO LODŽE ZAVRAŽDĚN                                                  | Praha, Jáchymova 63/3 50°5′19″ s. š., 14°25′9″ v. d.              | Max Eckstein                         |
|                            | ZDE ŽIL RUDOLF FREUDENFELD NAR. 1903 DEPORTOVÁN 1942 DO TEREZÍNA ZAVRAŽDĚN 1944 V OSVĚTIMI                            | Praha, Elišky Krásnohorské 11/4 50°5′25″ s. š., 14°25′11″ v. d.   | Rudolf Freudenfeld                   |
|                            | ZDE ŽILA ADÉLA FREUDENFELDOVÁ NAR. 1881 DEPORTOVÁNA 1942 DO TEREZÍNA ZAVRAŽDĚNA 1942 V OSVĚTIMI                       | Praha, Elišky Krásnohorské 11/4 50°5′25″ s. š., 14°25′11″ v. d.   | Adéla Freudenfeldová roz. Mamorstein |
|                            | ZDE ŽIL ERVÍN FRÖHLICH NAR. 1903 DEPORTOVÁN 1942 DO TEREZÍNA 1943 DO OSVĚTIMI ZAVRAŽDĚN                               | Praha, Pařížská 34 50°5′27″ s. š., 14°25′7″ v. d.                 | Ervín Fröhlich                       |
|                            | ZDE ŽILA PAVLA FRÖHLICHOVÁ NAR. 1876 DEPORTOVÁNA 1942 DO TEREZÍNA 1942 DO TREBLINKY ZAVRAŽDĚNA                        | Praha, Pařížská 34 50°5′27″ s. š., 14°25′7″ v. d.                 | Pavla Fröhlichová                    |
|                            | ZDE BYDLELA EMÍLIE FUCHSOVÁ NAR. 1883 DEPORTOVÁNA 1942 DO TEREZÍNA ZAVRAŽDĚNA                                         | Praha, Kaprova 16/9 50°5′17″ s. š., 14°25′3″ v. d.                | Emílie Fuchsová roz. Löbl            |
|                            | ZDE BYDLELA HELENA FUCHSOVÁ NAR. 1910 DEPORTOVÁNA 1942 DO TEREZÍNA ZAVRAŽDĚNA                                         | Praha, Kaprova 16/9 50°5′17″ s. š., 14°25′3″ v. d.                | Helena Fuchsová                      |
|                            | ZDE BYDLEL MUDr. OTTO HELLER NAR. 1895 DEPORTOVÁN 1943 DO TEREZÍNA ZAVRAŽDĚN                                          | Praha, Bílkova 131/2 50°5′27″ s. š., 14°25′7″ v. d.               | MUDr. Otto Heller                    |
| Stolperstein byl odstraněn | ZDE ŽIL OTA KLEIN NAR. 1895 DEPORTOVÁN 1943 DO TEREZÍNA 1944 DO OSVĚTIMI ZAVRAŽDĚN 6.1.1945 V DACHAU                  | Praha, Elišky Krásnohorské 133/11                                 | Ota Klein                            |
|                            | ZDE BYDLELA BERTA KRUMPELESOVÁ NAR. 1859 DEPORTOVÁNA 1942 ZAVRAŽDĚNA 1942 V TEREZÍĚ                                   | Praha, Břehová 202/4 50°5′27″ s. š., 14°25′4″ v. d.               | Berta Krumpelesová roz. Popperová    |
|                            | ZDE BYDLELA DR. GERTRUD LOEW NAR. 1912 DEPORTOVÁNA 1943 DO TEREZÍNA ZAVRAŽDĚNA 1944 V OSVĚTIMI                        | Praha, Pařížská 131/28 50°5′26″ s. š., 14°25′8″ v. d.             | Dr. Gertrud Loew roz. Hertzká        |
|                            | ZDE BYDLEL DR. HANS LOEW NAR. 1908 DEPORTOVÁN 1943 DO TEREZÍNA ZAVRAŽDĚN 1944 V OSVĚTIMI                              | Praha, Pařížská 131/28 50°5′26″ s. š., 14°25′8″ v. d.             | Dr. Hans Loew                        |
|                            | IN LOVING MEMORY OF KAREL MAHLER BORN 1920 CRUELLY MURDERED BY NAZIS IN AUSCHWITZ 1942                                | Praha-Josefov, Rudoleckého 859/21 48°51′11″ s. š., 16°3′25″ v. d. | Karel Mahler                         |
|                            | IN LOVING MEMORY OF KLARA MAHLEROVA BORN 1883 CRUELLY MURDERED BY NAZIS IN AUSCHWITZ 1942                             | Praha-Josefov, Rudoleckého 859/21 48°51′11″ s. š., 16°3′25″ v. d. | Klara Mahlerová roz. Hoffmann        |
|                            | ZDE ŽIL ERVÍN PFEFFER NAR. 1909 DEPORTOVÁN 1942 DO TEREZÍNA 1944 DO OSVĚTIMI ZAVRAŽDĚN 18.3.1945 V DACHAU             | Praha, Břehová 202/4 50°5′27″ s. š., 14°25′4″ v. d.               | Ervín Pfeffer                        |
|                            | ZDE ŽILA ALENA PFEFFEROVÁ NAR. 1937 DEPORTOVÁNA 1942 DO TEREZÍNA 1944 DO OSVĚTIMI ZAVRAŽDĚNA                          | Praha, Břehová 202/4 50°5′27″ s. š., 14°25′4″ v. d.               | Alena Pfefferová                     |
|                            | ZDE ŽILA JIŘINA PFEFFEROVÁ NAR. 1941 DEPORTOVÁNA 1942 DO TEREZÍNA 1944 DO OSVĚTIMI ZAVRAŽDĚNA                         | Praha, Břehová 202/4 50°5′27″ s. š., 14°25′4″ v. d.               | Jiřina Pfefferová                    |
|                            | ZDE ŽILA MARTA PFEFFEROVÁ NAR. 1909 DEPORTOVÁNA 1942 DO TEREZÍNA 1944 DO OSVĚTIMI ZAVRAŽDĚNA                          | Praha, Břehová 202/4 50°5′27″ s. š., 14°25′4″ v. d.               | Marta Pfefferová                     |
|                            | ZDE ŽILA EVA MIA POLLAKOVÁ NAR. 1924 DEPORTOVÁNA 1941 DO TEREZÍNA ZAVRAŽDĚNA 1944 V OSVĚTIMI                          | Praha, 17. listopadu 207/6 50°5′29″ s. š., 14°25′3″ v. d.         | Eva Mia Pollaková                    |
|                            | ZDE ŽILA VILMA POLLAKOVÁ ROZ. ROUBÍČKOVÁ NAR. 1897 DEPORTOVÁNA 1941 DO TEREZÍNA ZAVRAŽDĚNA 1942 TAMTÉŽ                | Praha, 17. listopadu 207/6 50°5′29″ s. š., 14°25′3″ v. d.         | Vilma Pollaková roz. Roubíčková      |
|                            | ZDE ŽIL EMIL ROUBÍČEK NAR. 1894 DEPORTOVÁN 1943 DO TEREZÍNA ZAVRAŽDĚN V OSVĚTIMI                                      | Praha, Pařížská 30 50°5′28″ s. š., 14°25′6″ v. d.                 | Emil Roubíček                        |
|                            | ZDE BYDLEL ERICH SPALTER NAR. 1907 DEPORTOVÁN 1941 DO TEREZÍNA ZAVRAŽDĚN                                              | Praha, Bílkova 6/8 50°5′28″ s. š., 14°25′12″ v. d.                | Erich Spalter                        |
|                            | ZDE ŽIL ŠTĚPÁN MICHAEL WINTERNITZ NAR. 1935 DEPORTOVÁN 1942 DO TEREZÍNA 1944 DO OSVĚTIMI ZAVRAŽDĚN                    | Praha, Pařížská 1075/5 50°5′18″ s. š., 14°25′11″ v. d.            | Štěpán Michael Winternitz            |
|                            | ZDE ŽILA LORE WINTERNITZOVÁ NAR. 1904 DEPORTOVÁNA 1942 DO TEREZÍNA 1944 DO OSVĚTIMI ZAVRAŽDĚNA                        | Praha, Pařížská 1075/5 50°5′18″ s. š., 14°25′11″ v. d.            | Lore Winternitzová roz. Banasch      |
|                            | ZDE ŽIL MIREK ŽÍŽALA NAR. 1938 DEPORTOVÁN 1942 DO TEREZÍNA ZAVRAŽDĚN 1943 V OSVĚTIMI                                  | Praha, Elišky Krásnohorské 11/4 50°5′25″ s. š., 14°25′11″ v. d.   | Mirek Žížala                         |
|                            | ZDE ŽILA ŠARLOTA ŽÍŽALOVÁ ROZ. FREUDENFELDOVÁ NAR. 1911 DEPORTOVÁNA 1942 DO TEREZÍNA ZAVRAŽDĚNA 1943 V OSVĚTIMI       | Praha, Elišky Krásnohorské 11/4 50°5′25″ s. š., 14°25′11″ v. d.   | Šarlota Žížalová roz. Freudenfeldová |